# تری‌کلرواستیل کلرید
تری‌کلرواستیل کلرید (به انگلیسی: Trichloroacetyl chloride) با فرمول شیمیایی C۲Cl۴O یک ترکیب شیمیایی با شناسه پاب‌کم ۶۴۲۰ است. که جرم مولی آن ۱۸۱٫۸۳۲ g/mol می‌باشد. 